# Rudolf Hiller von Gaertringen (Politiker)
Freiherr Johann Friedrich August Rudolf Hiller von Gaertringen (* 4. Mai 1801 in Dramburg; † 27. Oktober 1866 in Berlin) war ein deutscher Gutsbesitzer und Politiker.

## Leben
Hiller von Gaertringen entstammte dem ursprünglich schwäbischen Adelsgeschlecht der Hiller von Gaertringen. Er war der Sohn des preußischen Generalmajors der Kavallerie, Johann Christoph Wilhelm Rudolf Freiherr Hiller von Gaertringen (1771–1831) und dessen Ehefrau Ulrike Hermine Philippine von Heising (* 3. April 1778; † 21. Februar 1849), eine Tochter des Generalleutnants von Heising. 
Hiller von Gaertringen, der evangelischer Konfession war, heiratete am 19. September 1826 in Berlin Sophie Mathilde Auguste von Motz (* 19. Februar 1807 in Vollenborn; † 9. Dezember 1856 in Betsche), die Tochter des preußischen Finanzministers Friedrich von Motz. Gut Betsche bei Meseritz samt Zubehör war lange Hauptwohnsitz der Familie.
Rudolf und Sophie Hiller von Gaertringen hatten zwei Töchter. Tochter Sophie heiratete den Offizier Bernhard Graf zu Dohna-Kotzenau, kurzzeitig u. a. Besitzer vom Gut und Schloss im westpreußischen Tirschtiegel, dann anderer Güter. Tochter Anna ehelichte den Offizier Anton Freiherr von Bredelow.

## Politik
Er war Kreisdeputierter im Landkreis Meseritz und 1849 zeitweise kommissarischer Verwalter des Landratsamtes. Ab 1835 war er Mitglied des Provinziallandtags der Provinz Posen. 1843 bis 1847 war er stellvertretender Landtagsmarschall und wurde 1847 Landtagsmarschall. 1847 war er Mitglied des Vereinigten Landtags und 1848 der Vereinigten Ständischen Ausschüsse. Von 1849 bis 181 gehörte er der II. preußischen Kammer an. 1850 war er Mitglied des Staatenhauses des Erfurter Unionsparlaments.

## Kommendator des Johanniterordens
Während der Johanniterorden zu Beginn des 19. Jahrhunderts faktisch nur noch als Verein und als Verdienstorden, in der Titulatur Königlich Preußischer St. Johanniter-Orden agierte, stellte per Kabinettsorder vom 15. Oktober 1852 König Friedrich Wilhelm IV. von Preußen wieder die alten Rechte der für den evangelischen Landadel so wichtigen Kongregation her. Namhafte Vertreter wurden per Ritterschlag neu aufgenommen und erhielten zunächst den Status eines Rechtsritters. Anschließend wurden aus diesem erwählten Kreis, unter anderem Carl von Bodelschwingh, Richard Friedrich Burggraf und Graf zu Dohna-Schlobitten, Ernst Freiherr von Friesen, Julius von Haeften, Graf von Krassow oder Adolf Friedrich August von Rochow-Stülpe, sämtliche Protagonisten für die verschiedenen Regionen bestimmt. Diese Herren stammten zumeist aus dem Uradel, außer Rudolf Hiller von Gaertringen, er wurde aus dem Briefadel stammend auch Kommendator des Johanniterordens. Er stand der Provinzial-Genossenschaft Posen vor und ließ zu seiner Amtszeit ein Krankenhaus bei Bromberg errichten.

## Auszeichnungen
Am 27. Februar 1835 wurde er zum Kammerherren ernannt. Am 18. Januar 1840 erhielt er den Roten Adlerorden 3. Klasse, am 25. Juni 1842 die Schleife dazu, am 18. Januar 1854 die 2. Klasse und am 10. Oktober 1861 den Stern dazu. 1851 erhielt er das Komturkreuz des Hohenzollernschen Hausordens.